# (191341) Lánczos
(191341) Lánczos est un astéroïde de la ceinture principale.

## Description
(191341) Lanczos est un astéroïde de la ceinture principale. Il fut découvert le 24 août 2003 à Piszkesteto par Krisztián Sárneczky et Brigitta Sipőcz. Il présente une orbite caractérisée par un demi-grand axe de 2,92 UA, une excentricité de 0,12 et une inclinaison de 2,2° par rapport à l'écliptique.

## Compléments